# Dove Cottage
Dove Cottage est une maison en bordure de Grasmere dans le Lake District en Angleterre. Il est surtout connu comme la maison du poète William Wordsworth et de sa sœur Dorothy Wordsworth de décembre 1799 à mai 1808, où ils passent plus de huit ans à « vivre simplement, mais à réfléchir ». Au cours de cette période, William écrit une grande partie de la poésie pour laquelle on se souvient de lui aujourd'hui, notamment son ode « Intimations of Immortality », « Ode to Duty », « My Heart Leaps Up » et « I Wandered Lonely as a Cloud », et des parties de son épopée autobiographique, Le Prélude.
William Wordsworth épouse Mary Hutchinson en 1802, et sa sœur et elle rejoignent les Wordsworth à Dove Cottage. La famille s'agrandit rapidement, avec l'arrivée de trois enfants en quatre ans, et les Wordsworth quittent Dove Cottage en 1808 pour chercher un logement plus grand. Le cottage est ensuite occupé par différents locataires, notamment Thomas de Quincey pendant plusieurs années.
le Wordsworth Trust acquiert le cottage en 1890 et l'ouvre au public en tant que musée-maison de l'écrivain en 1891. La maison est un bâtiment classé Grade I et reste en grande partie inchangée depuis l'époque des Wordsworth. Le musée accueille environ 70 000 visiteurs par an.

## Avant Wordsworth

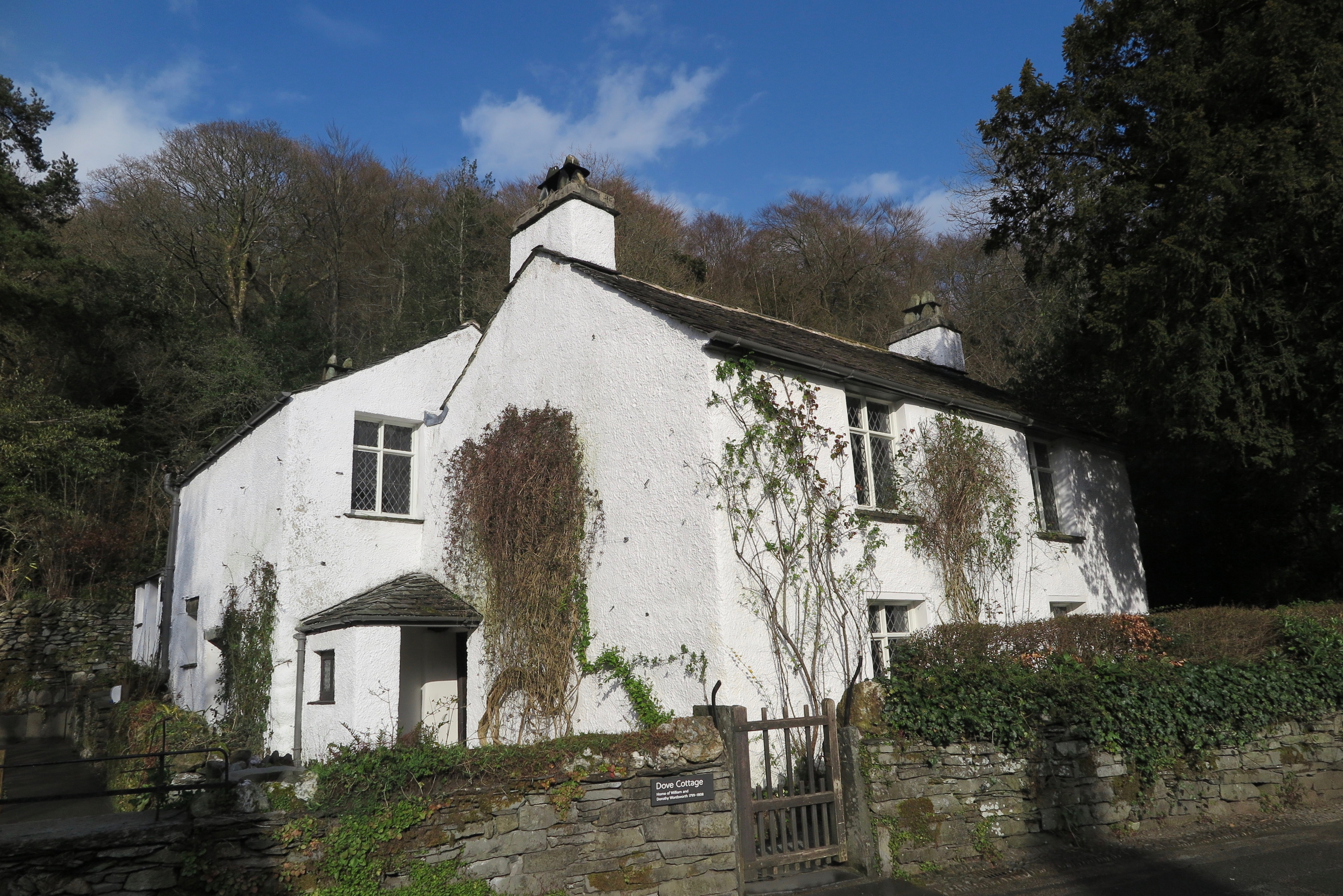
Dove Cottage

Dove Cottage est construit au début du XVIIe siècle, à côté de la route principale d'Ambleside au sud à Keswick au nord. Il a probablement été construit pour être un pub, et il est d'abord enregistré sous le nom de « Dove and Olive », une auberge incluse dans une liste de pubs à Westmorland en 1617. Il reste une auberge, sous le même nom, jusqu'à sa fermeture en 1793. L'histoire du cottage est évoquée dans le poème de William de 1806, The Wagoner, dans lequel le protagoniste passe « Où autrefois la colombe et le rameau d'olivier offraient une salutation de bonne bière à tous ceux qui entraient dans Grasmere Vale ».
Le bâtiment est construit en pierre locale, avec des murs chaulés et un toit en ardoise. Il y a quatre pièces au rez-de-chaussée et quatre autres à l'étage. Les pièces du rez-de-chaussée conservent les panneaux de chêne et les sols en ardoise que l'on trouve souvent dans les maisons de Lakeland de l'époque, et appropriés à leur fonction d'origine de débits de boisson dans un cabaret. Les foyers ont été modifiés dans les années 1790 pour brûler du charbon plutôt que la tourbe traditionnelle de Lakeland.

## Wordsworth
William Wordsworth est né à Cockermouth dans le Cumberland en 1770 et connait bien le Lake District depuis son enfance. Il fait ses études à l'université de Cambridge en 1787, puis voyage en Grande-Bretagne et en Europe pendant 12 ans.

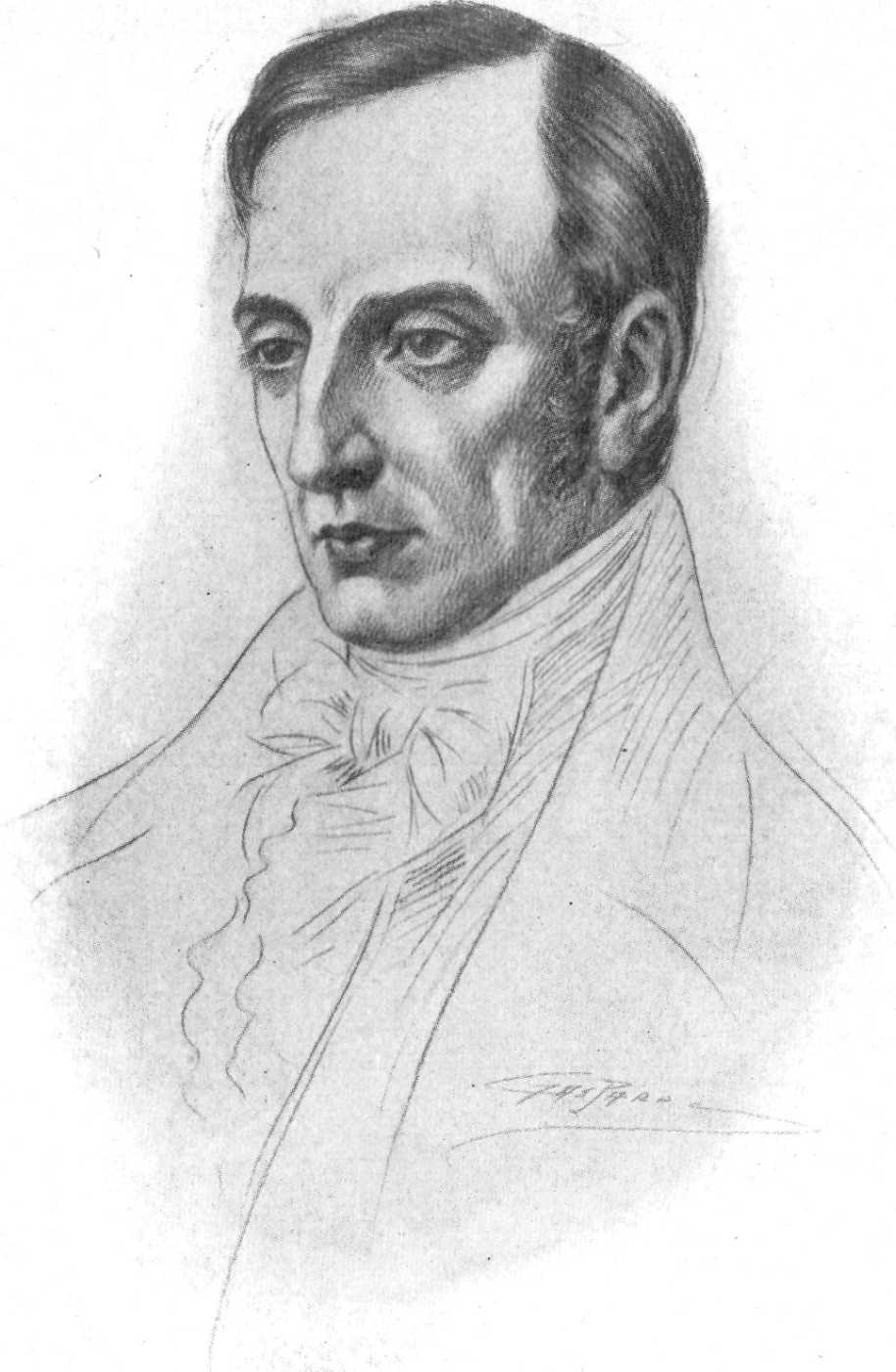
William Wordsworth, poète anglais.

William découvre Dove Cottage pour la première fois lors d'une visite à pied dans le Lake District avec Samuel Taylor Coleridge en 1799. William était proche de sa sœur Dorothy dans leur enfance, mais ils ont passé de nombreuses années séparés. Bien qu'ils aient vécu ensemble dans le Somerset en 1797 et en Allemagne en 1798, William voulait leur trouver un foyer commun permanent. Dove Cottage est alors vide et disponible à la location, et ils y élisent domicile le 20 décembre de cette année-là, payant un loyer annuel de 5 Livres sterling à John Benson de Grasmere.
Le rez-de-chaussée comporte quatre pièces : la pièce de réception principale qui sert de pièce à vivre et de cuisine contient une cuisinière et un coussiège, elle est utilisée pour le principal repas quotidien. Une petite pièce à côté de la maison est utilisée par les Wordsworth comme chambre de Dorothy. Les deux autres pièces sont une cuisine séparée et un cellier, utilisé comme garde-manger. Les Wordsworth emploient une voisine, Molly Fisher, comme femme de ménage pour la lessive et la cuisine.
À l'étage se trouve le bureau de William, avec vue sur les prairies jusqu'au lac, utilisé par William pour écrire et comme deuxième salon pour des repas légers et des divertissements. Les trois autres pièces sont utilisées comme chambres à coucher, la petite pièce au-dessus du cellier étant utilisée plus tard comme chambre pour les enfants de William et Mary. Les murs de la petite chambre sont recouverts de journaux en 1800 l'isolation — les journaux sont plus tard enlevés, mais des copies ont été remises dans les années 1970 —. Il n'y a pas l'eau courante à l'intérieur de la maison et les toilettes se trouvent également à l'extérieur dans le jardin. Le jardin et le verger derrière la maison, un « petit coin de terrain de montagne », sont volontairement laissés à l'état sauvage et informel.
William devient un membre clé d'un groupe de poètes romantiques dans le Lake District, plus tard connu sous le nom de Lake Poets. Robert Southey vit à Greta Hall dans la ville voisine de Keswick. Southey et Coleridge sont mariés à des sœurs, Sarah et Edith Fricker, et Coleridge lui-même installe sa famille à Keswick en 1800. Coleridge et Southey sont des visiteurs fréquents de Dove Cottage, mais le mariage de Coleridge est malheureux et il quitte Keswick en 1804. Néanmoins, il retourne visiter les Wordsworth à Grasmere de temps en temps. Les Wordsworth reçoivent également la visite à Dove Cottage de Walter Scott, Humphry Davy et Charles et Mary Lamb. Plus tard, Thomas de Quincey devient un invité fréquent.

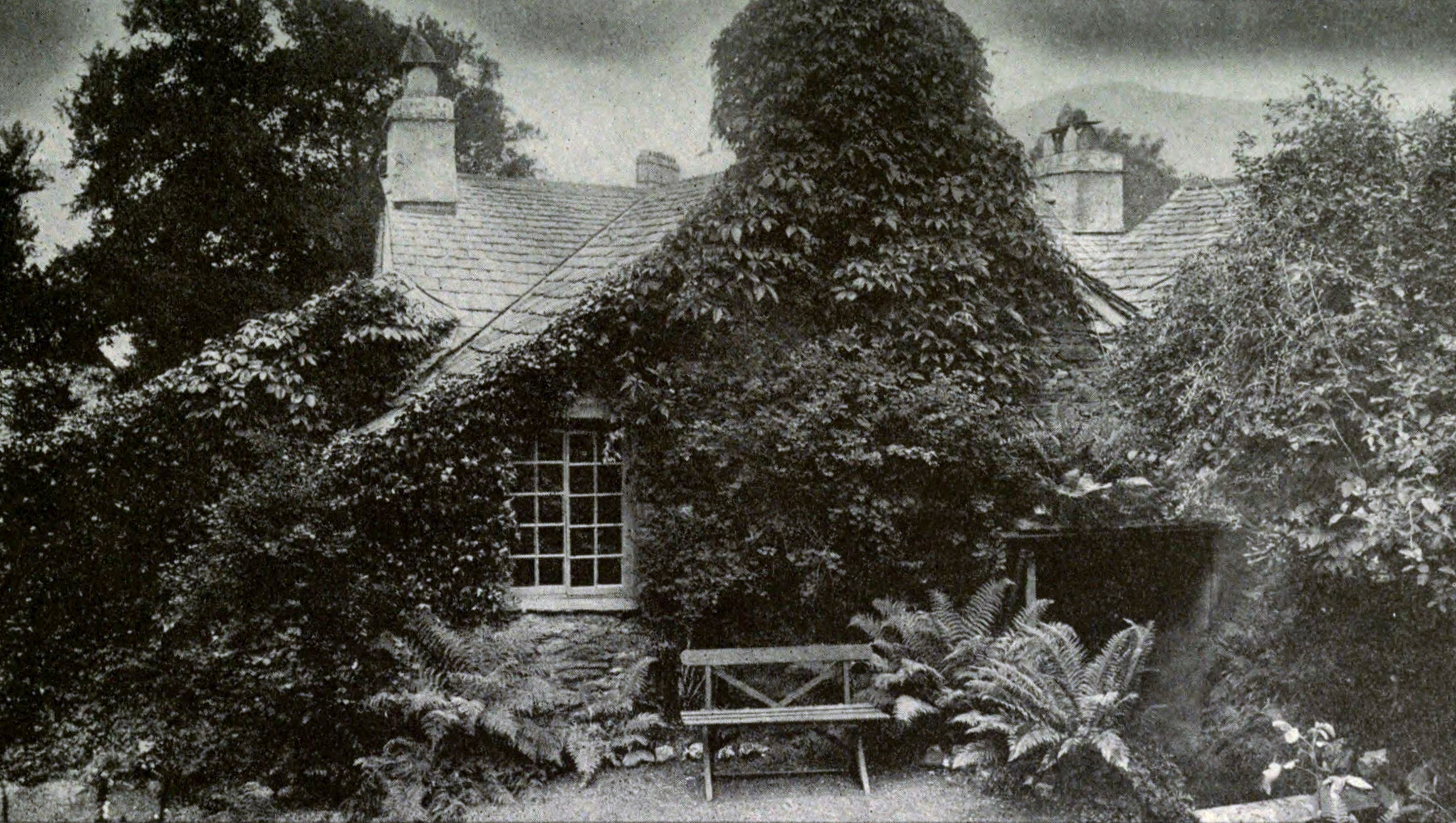
Dove Cottage du jardin, vers 1920.

La situation financière de William Wordsworth est tendue depuis la mort de son père en 1783, mais elle s'améliore quelque peu en 1802 lorsque les dettes de son père sont réglées. William peut alors épouser Mary Hutchinson, son amie d'enfance, plus tard cette année-là. Le cottage devient leur premier domicile conjugal, toujours partagé avec la sœur de William, Dorothy, et maintenant aussi avec la sœur de Mary, Sara. Les trois premiers enfants de William et Mary sont nés dans le chalet, John (1803), Dora (1804) et Thomas (1806).
Dorothy Wordsworth tient un journal remarquable pendant les années de la famille à Dove Cottage. Le journal est publié en 1897 sous le nom de The Grasmere Journal, fournissant des détails intimes sur la vie quotidienne de la famille et de ses visiteurs. William s'est souvent inspiré poétiquement du journal de sa sœur Dorothy. Une entrée du journal de sa sœur de 1802, remarquant des jonquilles près d'Ullswater, est ainsi l'inspiration pour son poème I Wandered Lonely as a Cloud en 1804.
Dove Cottage ne fournissant pas suffisamment d'espace pour la famille grandissante des Wordsworth et les nombreux visiteurs, et ils quittent Dove Cottage pour Allan Bank à Grasmere en mai 1808. William a qualifié cette maison d'horreur lors de sa construction, et ils s'installent en 1810 dans un ancien presbytère de Grasmere. Enfin, en 1813, ils s'installent à Rydal Mount, beaucoup plus grand et mieux aménagé, à quelques kilomètres au sud, juste à l'extérieur d'Ambleside. Les Wordsworth continuent à louer cette propriété pendant 46 ans, jusqu'à la mort de Mary en 1859, William étant mort neuf ans plus tôt. Rydal Mount est acquis en 1969 par Mary Henderson (née Wordsworth), l'arrière-arrière-petite-fille de William. Il reste la propriété de la famille Wordsworth et est ouvert au public depuis 1970.

## Après Wordsworth
Thomas de Quincey, un ami des Wordsworth, s'installe à Dove Cottage en 1809, l'année qui suit le départ des Wordsworth. Il a souvent séjourné chez les Wordsworth depuis 1807 et tient William Wordsworth en haute estime. De Quincey épouse la fille d'un fermier local et reste dans cette résidence jusqu'en 1820. Ses Confessions d'un mangeur d'opium anglais sont basées sur ses expériences de toxicomane et le décrivent en train de se détendre au chalet avec un litre de laudanum. Il bouleverse la famille Wordsworth en apportant des modifications à Dove Cottage et, plus important encore, à son jardin. La taille croissante de sa famille l'oblige à déménager à Fox Ghyll, mais il continue à louer Dove Cottage et à y entreposer des livres jusqu'en 1835. Les dettes le forcent finalement à quitter le chalet pour de bon.
Dove Cottage a alors une succession de locataires. La première utilisation du nom « Dove Cottage » est enregistrée lors du recensement de 1851, lorsque Christopher Newby, marchand de charbon, y réside avec sa femme et ses six enfants. Dans les années 1860, la maison porte l'enseigne « Dixon's Lodgings: Wordsworth's Cottage ». À la fin des années 1880, le cottage est acheté par Edmund Lee, le greffier du tribunal du comté de Bradford. Lee écrit de la poésie et la première biographie de Dorothy Wordsworth alors que le cottage est en sa possession. Le fils de Lee, également appelé Edmund, est un romancier et poète, qui est un temps secrétaire de la Poetry Society. Le Wordsworth Trust achète le chalet pour 650 £ en 1890, Lee conservant un intérêt en tant que fiduciaire. Le Trust est formé par le pasteur Stopford Brooke afin de préserver ce lieu étroitement lié aux œuvres des Wordsworth. Le chalet conserve le nom de Dove Cottage après son acquisition par la fiducie.

## Période récente
Le Wordsworth Trust garde le chalet ouvert au public depuis juillet 1891. Le chalet reste en grande partie inchangé depuis l'époque de Wordsworth, et le Trust a restauré le jardin dans l'aspect «sauvage» préféré par les Wordsworth. Dove Cottage reçoit environ 70 000 visiteurs par an.
Une pierre de Dove Cottage est représentée au Rollins College, Winter Park, Floride, Walk of Fame, composée de pierres provenant de lieux associés à des personnes célèbres .
Le Wordsworth Museum adjacent expose des manuscrits, des paysages et des portraits. Il est fondé en 1935 dans une petite grange convertie à Syke Side et ouvert par le poète lauréat, John Masefield. Le musée déménage dans une remise à calèches à proximité en 1981. Le Jerwood Centre, un nouveau bâtiment primé pour abriter les collections du Wordsworth Trust, est ouvert près de Dove Cottage en 2005 par le poète et lauréat du prix Nobel, Seamus Heaney.